# Монти, Карло
Карло Монти (итал. Carlo Monti; 24 марта 1920, Милан, Италия — 7 апреля 2016, там же) — итальянский легкоатлет, бронзовый призёр летних Олимпийских игр 1948 года в составе эстафеты 4×100 метров.

## Спортивная карьера
Являясь талантливым спринтером, не смог полностью раскрыть свой потенциал, поскольку расцвет спортивной карьеры пришелся на годы Второй мировой войны. Принял участия в двух крупных международных турнирах и в обоих случаях поднялся на пьедестал почёта.
На чемпионате Европы по лёгкой атлетике 1946 года в Осло стал бронзовым призёром на дистанции 100 м, двумя годами позднее, на летних Олимпийских играх 1948 года в Лондоне, повторил бронзовым успех, но уже в составе эстафеты 4×100 м.
Являлся восьмикратным чемпионом Италии, победив по 4 раза  на  дистанциях 100 (1940, 1941, 1946 и 1947) и 200 метров (1941, 1942, 1946 и 1949). В июне 1948 г. был в составе итальянской сборной, установившей мировой рекорд в эстафете 4×100 м.
По завершении легкоатлетической карьеры работал журналистом в Милане, был казначеем Итальянского союза спортивной прессы. В 2009 г. издал путеводитель Cento per Cento, рассказывающий о достопримечательностях в радиусе 100 км от Милана. 